# Mavro Frankfurter
Mavro (Móse) Frankfurter (Holešov, 1875. május 15. – Jasenovaci koncentrációs tábor, 1942.) vinkovci főrabbi volt, akit a holokauszt során gyilkoltak meg a jasenovaci koncentrációs táborban.

## Élete és pályafutása
Móse (Moritz) Frankfurter néven a csehországi Holešovban (akkor még Ausztria-Magyarország része) született 1875. május 15-én David és Katerina Frankfurter gyermekeként. Feleségül vette Rebekka-Rivka Figelt, akitől három gyermeke született: Ruth lánya és két fia, David és Alfons (később Avraham). A Frankfurter család Daruváron élt, ahol Frankfurter rabbi volt. Az első világháború előestéjén családjával Vinkovcére költözött, ahol kinevezték rabbinak, majd 1914-ben főrabbinak. Frankfurter folyékonyan beszélt németül, lengyelül, héberül és horvátul. Az otthoni háztartásban németül és héberül beszéltek. A Vinkovcében található Nova ulica (Új utca) építése során a Frankfurter család kastélyt épített (ma Juraj Dalmatinac utca és Vladimir Nazor utca). 1914-től 1941-ig a vinkovcei zsidó közösségben és a vinkovcei zsinagógában végzett rendszeres tevékenysége mellett Frankfurter a judaizmus tanáraként is dolgozott a vinkovcei gimnáziumban.  1936-ban fia, David a svájci Davosban meggyilkolta a Nemzetiszocialista Német Munkáspárt (NSDAP) svájci irodavezetőjét, Wilhelm Gustloffot. Amikor meghallotta a merényletet, Frankfurter haja egyik napról a másikra megőszült. Meglátogatta fiát a börtönben, és megkérdezte tőle: „... kinek volt erre szüksége?"  A második világháború és Vinkovce 1941-es náci megszállása idején Frankfurtert egy asztalra állították, miközben a német katonák arcul köpték, hosszú szakállát tépték, és puskatussal ütötték. Őt és feleségét 1942-ben gyilkolták meg az usztasák a jasenovaci koncentrációs táborban. 

## Fordítás
Ez a szócikk részben vagy egészben  a   Mavro Frankfurter című angol Wikipédia-szócikk ezen változatának fordításán alapul.  Az eredeti cikk szerkesztőit annak laptörténete sorolja fel. Ez a jelzés csupán a megfogalmazás eredetét és a szerzői jogokat jelzi, nem szolgál a cikkben szereplő információk forrásmegjelöléseként.